# Al Herman
Al Herman (Topton, 15 maart 1927 - West Haven, 18 juni 1960) was een Amerikaans Formule 1- en autocoureur. Hij nam deel aan vijf Indianapolis 500's tussen 1955 en 1960. Hij overleed tijdens een crash op de West Haven Speedway.